# ×Elyhordeum macounii
XElyhordeum macounii là một loài thực vật có hoa trong họ Hòa thảo. Loài này được (Vasey) Barkworth & D.R. Dewey miêu tả khoa học đầu tiên năm 1983.